# Route B452 (Grande-Bretagne)
La route britannique B452 est une voie de communication menant de Brentford à Perivale, dans l'ouest du Grand Londres. Historiquement, la voie était dans le comté du Middlesex.

## Tracé
Elle se termine à la A40.
Elle prend localement comme noms: Windmill Road, Northfield Avenue, Drayton Green Road, Argyle Road et Teignmouth Gardens

## Bâtiments remarquables et lieux de mémoire
- Lammas Park, jardin créé en 1881.

## Desserte
Cette route passe notamment par la gare de Brentford, la station de métro Northfields et la gare de West Ealing.